# Masters de Madrid 2004
El Masters de Madrid 2004 (también conocido como Mutua Madrileña Masters Madrid por razones de patrocinio) fue un torneo de tenis jugado sobre pista dura. Fue la tercera edición de este torneo. El torneo masculino formó parte de los ATP World Tour Masters 1000 en la ATP. Se celebró entre el 18 y el 25 de octubre de 2004.

## Campeones

### Individuales masculinos
Marat Safin vence a  David Nalbandian, 6–2, 6–4, 6–3.

### Dobles masculinos
Mark Knowles /  Daniel Nestor vencen a  Bob Bryan /  Mike Bryan,  6–3, 6–4.